# Harel Skaat
Harel Skaat (Hebreeuws: הראל סקעת, Kefar Sava, 8 augustus 1981) is een Israëlische zanger.
Skaat won op zijn zesde een zangfestival voor kinderen, zong in de schoolband en in de band van het Israëlische leger. Zijn landelijke doorbraak bereikte hij bij de Israëlische versie van Idols. Hierna verschenen er enkele albums.
In 2010 vertegenwoordigde Skaat zijn land op het Eurovisiesongfestival 2010 in de Noorse hoofdstad Oslo met zijn nummer Milim (woorden), gezongen in het Hebreeuws. Hij werd achtste in de tweede halve finale, met 71 punten, en behaalde de finale. Daarin eindigde hij als veertiende, wederom met 71 punten. De zanger behaalde wel met dit lied de persprijs en artistieke prijs tijdens de Marcel Bezençon Awards 2010.